# Pavlò Txubinski
Pavlò Platònovitx Txubinski (ucraïnès: Павло́ Плато́нович Чуби́нський - 1839 - 26 de gener de 1884) va ser un poeta i etnògraf ucraïnès. El seu poema "Sxe ne vmerla Ukraïna" (Ucraïna no ha mort) va ser adaptat com a himne nacional d'Ucraïna.
Com a etnògraf i especialista en folklore, Pavlò Txubinski va fer una important contribució en la preservació dels documents de la cultura ucraïnesa i l'originalitat. Va portar un registre de prop de quatre mil cançons cerimonials, tres-cents contes de fades, molts proverbis, costums i llegendes.
El 1863 la revista Meta, de la ciutat de Lviv, va publicar el famós poema "Sxe ne vmerla Ukraina" però erròniament va atribuir la seva creació a Taràs Xevtxenko. En aquest mateix any el compositor Mykhailo Verbytsky (1815-1870) li va afegir música, primer per a un sol i després per a un cor.
La melodia i el seu text patriòtic ràpidament van anar guanyant acceptació entre la gent, però Pavlò Txubinski va ser perseguit durant la resta de la seva vida pels poders russos anti-ucraïnesos. Va ser enviat a l'óblast d'Arkhànguelsk per "influir negativament les ments dels camperols". Quan el seu treball en aquesta regió va ser reconegut internacionalment, Txubinski va ser enviat a Sant Petersburg per treballar en el Ministeri de Transport com un funcionari de baix rang. Afectat de paràlisi el 1880, va morir quatre anys després.

## Moneda commemorativa

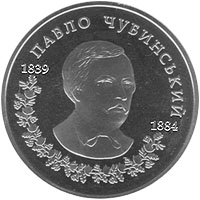
Moneda commemorativa de Pavló Txubinski

El 2009 el Banc Nacional d'Ucraïna va posar en circulació una sèrie de monedes commemoratives de Pavlò Txubynskyi, en el seu revers està inscrit el seu nom, el seu retrat, la seva data de naixement i la seva data de defunció.